# Arcieparchia di Baghdad dei Caldei

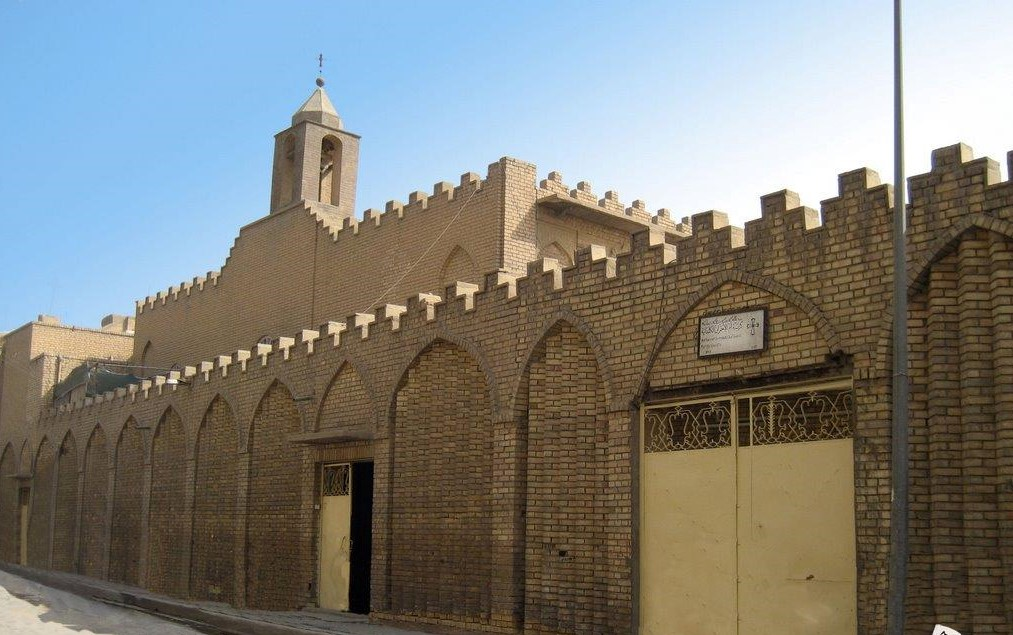
L'ex cattedrale di Nostra Signora dei Sette Dolori.

L'arcieparchia di Baghdad dei Caldei (in latino: Archieparchia Babylonensis Chaldaeorum) è una sede metropolitana della Chiesa cattolica caldea in Iraq, sede propria del patriarca dei Caldei. Nel 2020 contava 205.250 battezzati. È retta dal patriarca cardinale Louis Raphaël I Sako.

## Territorio
L'arcieparchia comprende la maggior parte dell'Iraq centrale.
Sede arcieparchiale è la città di Baghdad, dove si trovano la cattedrale patriarcale di San Giuseppe, consacrata nel 1956, nonché l'ex cattedrale di Nostra Signora dei Sette Dolori, costruita tra il 1890 e il 1898.
Il territorio è suddiviso in 23 parrocchie.

## Storia
Baghdad è stata la sede storica dei patriarchi della Chiesa d'Oriente dalla seconda metà dell'VIII secolo fino alla fine del XIII secolo quando, a causa della distruzione della città ad opera dei Mongoli, i patriarchi trasferirono la loro sede nel montagnoso nord della Mesopotamia, conservando comunque sempre il titolo di "arcivescovi di Baghdad o Babilonia".
Quando il patriarcato nestoriano di Mosul aderì al cattolicesimo con Yukhannan VIII Hormizd (1760-1838), ereditò anche il titolo di Patriarca di Babilonia dei Caldei (ossia di Baghdad), pur risiedendo a Mosul. Infatti anche la Chiesa cattolica caldea ha sempre considerato Baghdad la sede propria dei patriarchi cattolici, i quali, da Mosul, l'hanno governata direttamente tramite dei vicari patriarcali, che spesso erano dei semplici sacerdoti. Solo nel XX secolo (1958 ?) hanno trasferito la sede patriarcale nella capitale irachena.
Nel 1896 la sede di Baghdad, con alcuni villaggi da essa dipendenti, aveva una comunità caldea di 3.000 fedeli, con 1 sola parrocchia e 3 o 4 preti. Nel 1913 si contavano 7.260 battezzati con 12 preti.
Il 17 gennaio 1954 ha ceduto una porzione di territorio a vantaggio dell'erezione dell'arcieparchia di Bassora.
Il 24 ottobre 1960 ha ceduto ulteriori porzioni di territorio a vantaggio dell'erezione dell'eparchia di Alqosh e dell'arcieparchia di Mosul.
Nell'ottobre 2013, nell'ambito di una serie di riforme volute dal patriarca Louis Raphaël I Sako, è stato istituito per la prima volta un consiglio pastorale.

## Cronotassi degli arcieparchi
Si omettono i periodi di sede vacante non superiori ai 2 anni o non storicamente accertati.
- Yukhannan VIII Hormizd † (5 luglio 1830 - 14 agosto 1838 deceduto)
- Nikolas I Eshaya † (25 settembre 1838 - maggio 1847 dimesso)
- Yosep VI Audo † (11 settembre 1848 - 14 marzo 1878 deceduto)
- Eliya XIV Abulyonan † (26 luglio 1878 - 27 giugno 1894 deceduto)
- Audishu V Khayyat † (28 ottobre 1894 - 6 novembre 1899 deceduto)
- Yosep Emmanuel II Thoma † (9 luglio 1900 - 21 luglio 1947 deceduto)
- Yosep VII Ghanima † (17 settembre 1947 - 8 luglio 1958 deceduto)
- Paul II Cheikho † (13 dicembre 1958 - 20 dicembre 1989 dimesso)
- Raphaël I Bidawid † (21 maggio 1989 - 7 luglio 2003 deceduto)
- Emmanuel III Delly (3 dicembre 2003 - 19 dicembre 2012 dimesso)
- Louis Raphaël I Sako, dal 31 gennaio 2013

## Statistiche
L'arcieparchia nel 2020 contava 205.250 battezzati.
| anno | popolazione | popolazione | popolazione | presbiteri | presbiteri | presbiteri | presbiteri                | diaconi | religiosi | religiosi | parrocchie |
| anno | battezzati  | totale      | %           | numero     | secolari   | regolari   | battezzati per presbitero | diaconi | uomini    | donne     | parrocchie |
| ---- | ----------- | ----------- | ----------- | ---------- | ---------- | ---------- | ------------------------- | ------- | --------- | --------- | ---------- |
| 1980 | 250.000     | ?           | ?           | 34         | 28         | 6          | 7.352                     |         | 18        | 96        | 28         |
| 1990 | 481.000     | ?           | ?           | 30         | 24         | 6          | 16.033                    |         | 28        | 35        | 30         |
| 1999 | 151.000     | ?           | ?           | 31         | 28         | 3          | 4.870                     |         | 6         | 67        | 28         |
| 2000 | 151.000     | ?           | ?           | 44         | 41         | 3          | 3.431                     |         | 6         | 67        | 28         |
| 2001 | 155.000     | ?           | ?           | 43         | 40         | 3          | 3.604                     |         | 6         | 79        | 28         |
| 2002 | 145.000     | ?           | ?           | 52         | 48         | 4          | 2.788                     |         | 8         | 82        | 27         |
| 2003 | 140.000     | ?           | ?           | 34         | 30         | 4          | 4.117                     |         | 8         | 88        | 25         |
| 2004 | 130.000     | ?           | ?           | 34         | 30         | 4          | 3.823                     |         | 8         | 90        | 26         |
| 2006 | 145.000     | ?           | ?           | 32         | 29         | 3          | 4.531                     |         | 9         | 93        | 26         |
| 2007 | 135.000     | ?           | ?           | 26         | 23         | 3          | 5.192                     |         | 9         | 85        | 18         |
| 2012 | 150.000     | ?           | ?           | 17         | 15         | 2          | 8.823                     |         | 2         | 65        | 21         |
| 2015 | 150.000     | ?           | ?           | 22         | 19         | 3          | 6.818                     | 4       | 3         | 107       | 18         |
| 2018 | 200.000     | ?           | ?           | 15         | 15         |            | 13.333                    | 3       |           | 107       | 18         |
| 2020 | 205.250     | ?           | ?           | 22         | 21         | 1          | 9.329                     | 3       | 1         | 114       | 23         |